# Chelle-Debat
Pour les articles homonymes, voir Debat.
Chelle-Debat est une commune française située dans le nord du département des Hautes-Pyrénées, en région Occitanie. Sur le plan historique et culturel, la commune est dans l’ancien comté de Bigorre, comté historique des Pyrénées françaises et de Gascogne.
Exposée à un climat de montagne, elle est drainée par l'Arros, la Chella et par divers autres petits cours d'eau. La commune possède un patrimoine naturel remarquable composé de trois zones naturelles d'intérêt écologique, faunistique et floristique.
Chelle-Debat est une commune rurale qui compte 215 habitants en 2022, après avoir connu un pic de population de 477 habitants en 1836. Elle fait partie de l'aire d'attraction de Tarbes. Ses habitants sont appelés les Chellois ou  Chelloises.

## Géographie

### Localisation
La commune de Chelle-Debat se trouve dans le département des Hautes-Pyrénées, en région Occitanie.
Elle se situe à 15 km à vol d'oiseau de Tarbes, préfecture du département, et à 11 km de Trie-sur-Baïse, bureau centralisateur du canton des Coteaux dont dépend la commune depuis 2015 pour les élections départementales.
La commune fait en outre partie du bassin de vie de Tarbes.
Les communes les plus proches sont : 
Marseillan (1,2 km), Trouley-Labarthe (1,6 km), Jacque (2,1 km), Osmets (2,9 km), Laméac (3,0 km), Bouilh-Péreuilh (3,4 km), Castelvieilh (3,5 km), Bouilh-Devant (3,7 km).
Sur le plan historique et culturel, Chelle-Debat fait partie de l’ancien comté de Bigorre, comté historique des Pyrénées françaises et de Gascogne créé au IXe siècle puis rattaché au domaine royal en 1302, inclus ensuite au comté de Foix en 1425 puis une nouvelle fois rattaché au royaume de France en 1607. La commune est dans le pays de Tarbes et de la Haute Bigorre.

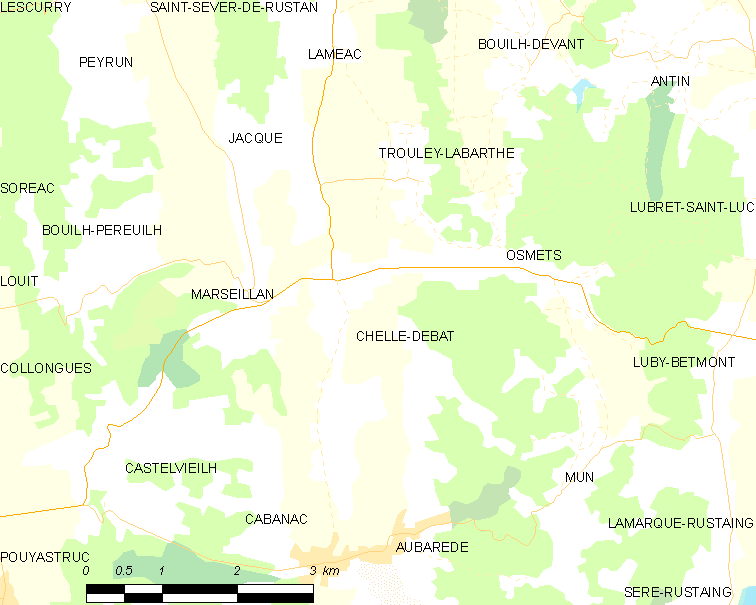
Carte de la commune de Chelle-Debat et des proches communes.

| Jacque       | Laméac       | Trouley-Labarthe |
| Marseillan   | Chelle-Debat | Osmets           |
| Castelvieilh | Cabanac      | Mun, Aubarède    |

### Paysages et relief

Sélection de vues des ponts municipaux
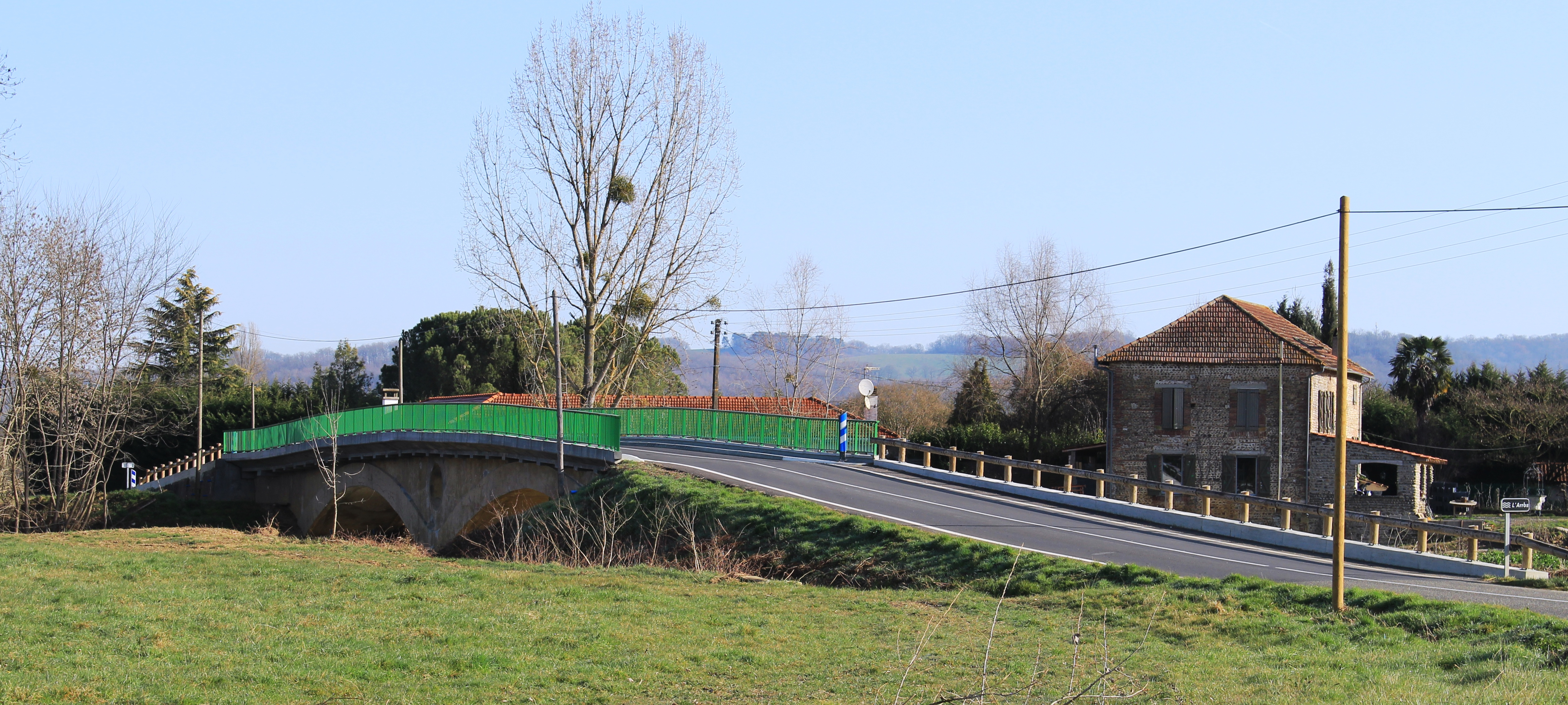
Le pont au-dessus de l'Arros.
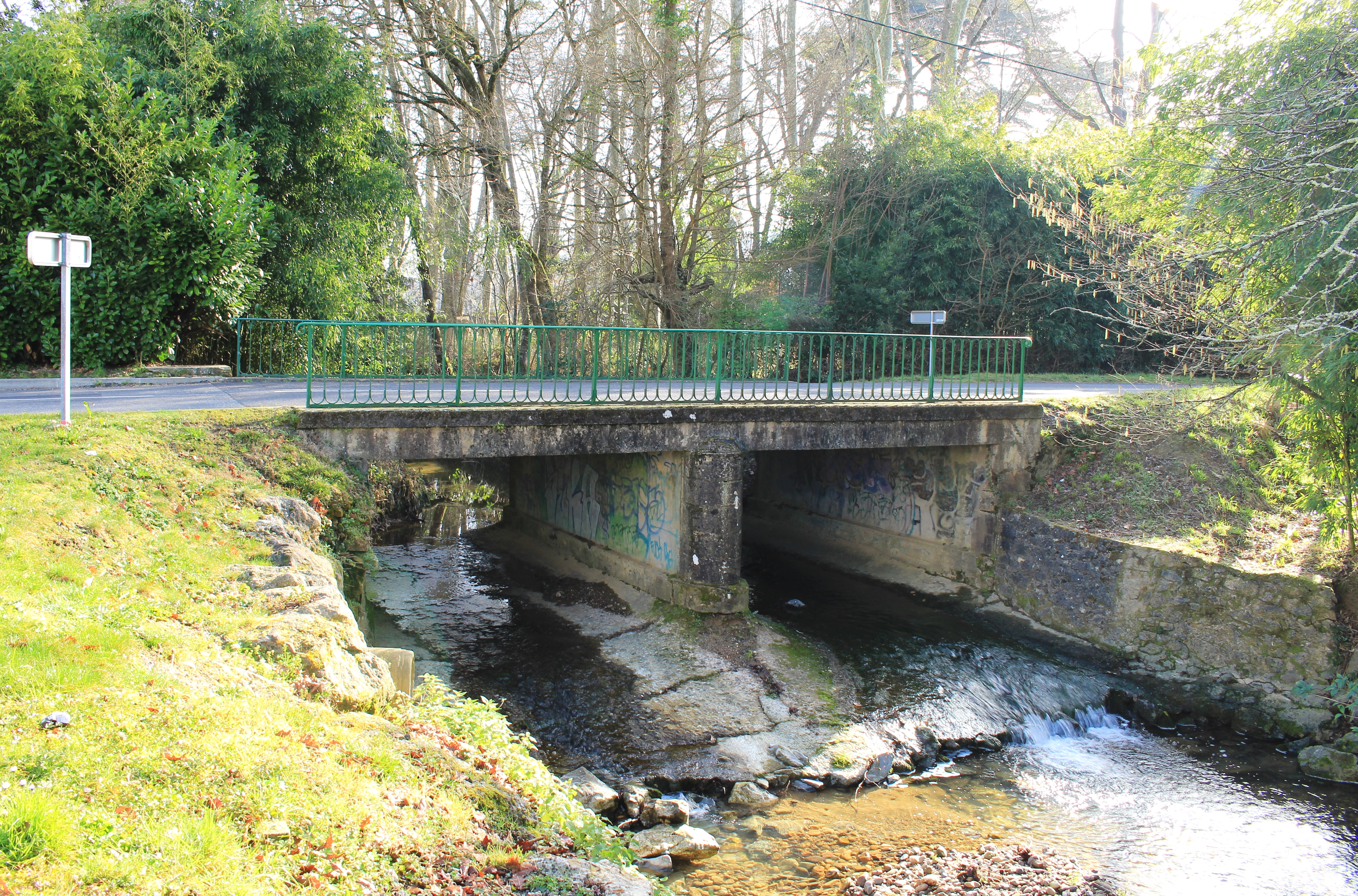
Le pont au-dessus de la Chella.

### Hydrographie
La commune est dans le bassin de l'Adour, au sein du bassin hydrographique Adour-Garonne. Elle est drainée par l'Arros, la Chella, le Gaydou, le Miqueu, le ruisseau de Cualas, le ruisseau de Labascure, le ruisseau des Eschous, le ruisseau des Oustaus, le ruisseau du Hourquet et par divers petits cours d'eau, constituant un réseau hydrographique de 15 km de longueur totale,.
L'Arros, d'une longueur totale de 130,8 km, prend sa source dans la commune d'Esparros et s'écoule du sud vers le nord. Il traverse la commune et se jette dans l'Adour à Izotges, après avoir traversé 54 communes.
La Chella, d'une longueur totale de 11,5 km, prend sa source dans la commune d'Orieux et s'écoule du sud vers le nord. Il traverse la commune et se jette dans l'Arros à Chelle-Debat, après avoir traversé 7 communes.

### Climat
Le climat est tempéré de type océanique en raison de l'influence proche de l'océan Atlantique situé à peu près 150 km plus à l'ouest. La proximité des Pyrénées fait que la commune profite d'un effet de foehn, il peut aussi y neiger en hiver, même si cela reste inhabituel.
| Mois                              | jan.  | fév.  | mars  | avril | mai   | juin  | jui.  | août  | sep.  | oct.  | nov.  | déc.  | année   |
| --------------------------------- | ----- | ----- | ----- | ----- | ----- | ----- | ----- | ----- | ----- | ----- | ----- | ----- | ------- |
| Température minimale moyenne (°C) | 0,6   | 1,3   | 2,7   | 5,2   | 8,3   | 11,6  | 14,1  | 13,9  | 11,7  | 8     | 3,6   | 1,3   | 6,9     |
| Température moyenne (°C)          | 5,3   | 6,1   | 7,8   | 10    | 13,3  | 16,7  | 19,3  | 19    | 17,2  | 13,3  | 8,5   | 5,8   | 11,9    |
| Température maximale moyenne (°C) | 9,9   | 11    | 12,9  | 14,8  | 18,3  | 21,7  | 24,5  | 24    | 22,6  | 18,6  | 13,4  | 10,4  | 16,8    |
| Ensoleillement (h)                | 108,8 | 118,8 | 155,6 | 157,2 | 181,3 | 191,5 | 215,5 | 196,4 | 194,5 | 164,4 | 124,4 | 104,4 | 1 912,8 |
| Précipitations (mm)               | 112,8 | 97,5  | 100,2 | 105,7 | 113,6 | 80,7  | 57,3  | 70,3  | 71    | 85,2  | 93    | 112,1 | 1 099,4 |

### Milieux naturels et biodiversité

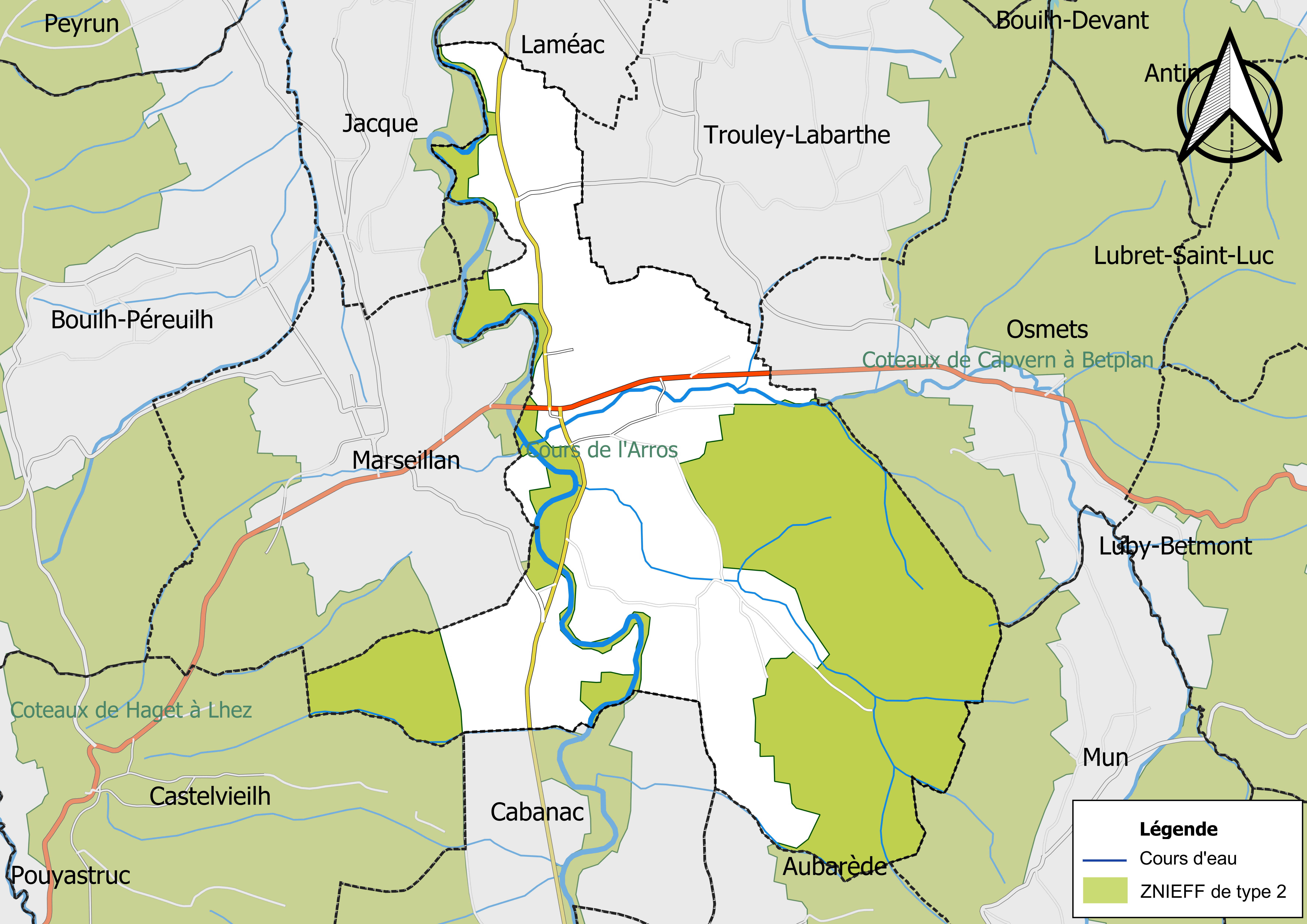
Carte des ZNIEFF de type 2 localisées sur la commune.

L’inventaire des zones naturelles d'intérêt écologique, faunistique et floristique (ZNIEFF) a pour objectif de réaliser une couverture des zones les plus intéressantes sur le plan écologique, essentiellement dans la perspective d’améliorer la connaissance du patrimoine naturel national et de fournir aux différents décideurs un outil d’aide à la prise en compte de l’environnement dans l’aménagement du territoire.
Trois ZNIEFF de type 2 sont recensées sur la commune :
- les « coteaux de Capvern à Betplan » (10 246 ha), couvrant 46 communes dont huit dans le Gers et 38 dans les Hautes-Pyrénées[12] ;
- les « coteaux de Haget à Lhez » (4 261 ha), couvrant 32 communes dont quatre dans le Gers et 28 dans les Hautes-Pyrénées[13] ;
- le « cours de l'Arros » (1 675 ha), couvrant 41 communes dont 20 dans le Gers et 21 dans les Hautes-Pyrénées[14].

## Urbanisme

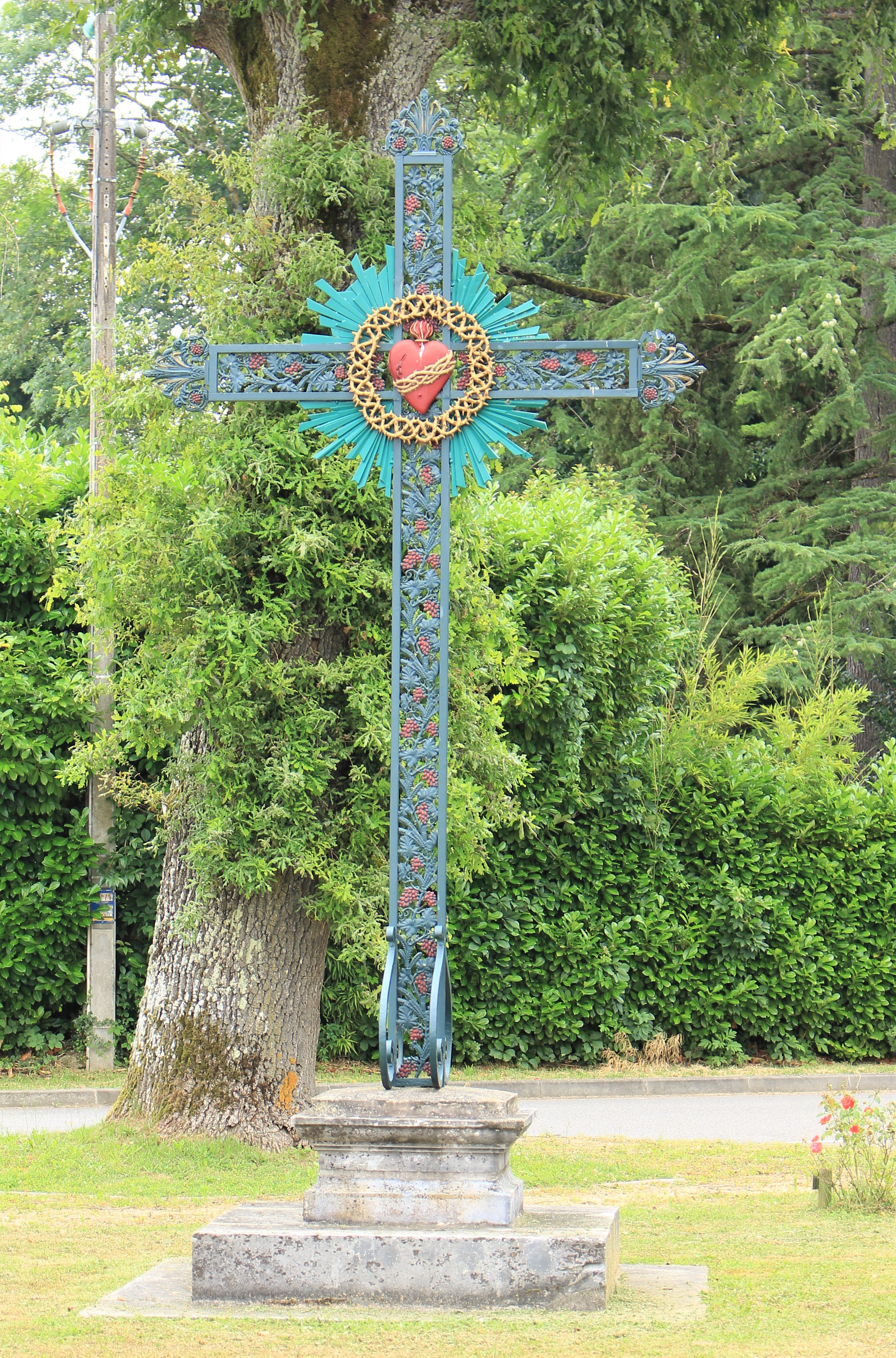
Une croix.

### Typologie
Au 1er janvier 2024, Chelle-Debat est catégorisée commune rurale à habitat dispersé, selon la nouvelle grille communale de densité à sept niveaux définie par l'Insee en 2022.
Elle est située hors unité urbaine. Par ailleurs la commune fait partie de l'aire d'attraction de Tarbes, dont elle est une commune de la couronne,. Cette aire, qui regroupe 153 communes, est catégorisée dans les aires de 50 000 à moins de 200 000 habitants,.

### Occupation des sols
L'occupation des sols de la commune, telle qu'elle ressort de la base de données européenne d’occupation biophysique des sols Corine Land Cover (CLC), est marquée par l'importance des territoires agricoles (68,6 % en 2018), une proportion identique à celle de 1990 (68,6 %). La répartition détaillée en 2018 est la suivante : 
terres arables (31,9 %), forêts (31,4 %), prairies (22,1 %), zones agricoles hétérogènes (14,6 %).
L'IGN met par ailleurs à disposition un outil en ligne permettant de comparer l’évolution dans le temps de l’occupation des sols de la commune (ou de territoires à des échelles différentes). Plusieurs époques sont accessibles sous forme de cartes ou photos aériennes : la carte de Cassini (XVIIIe siècle), la carte d'état-major (1820-1866) et la période actuelle (1950 à aujourd'hui).

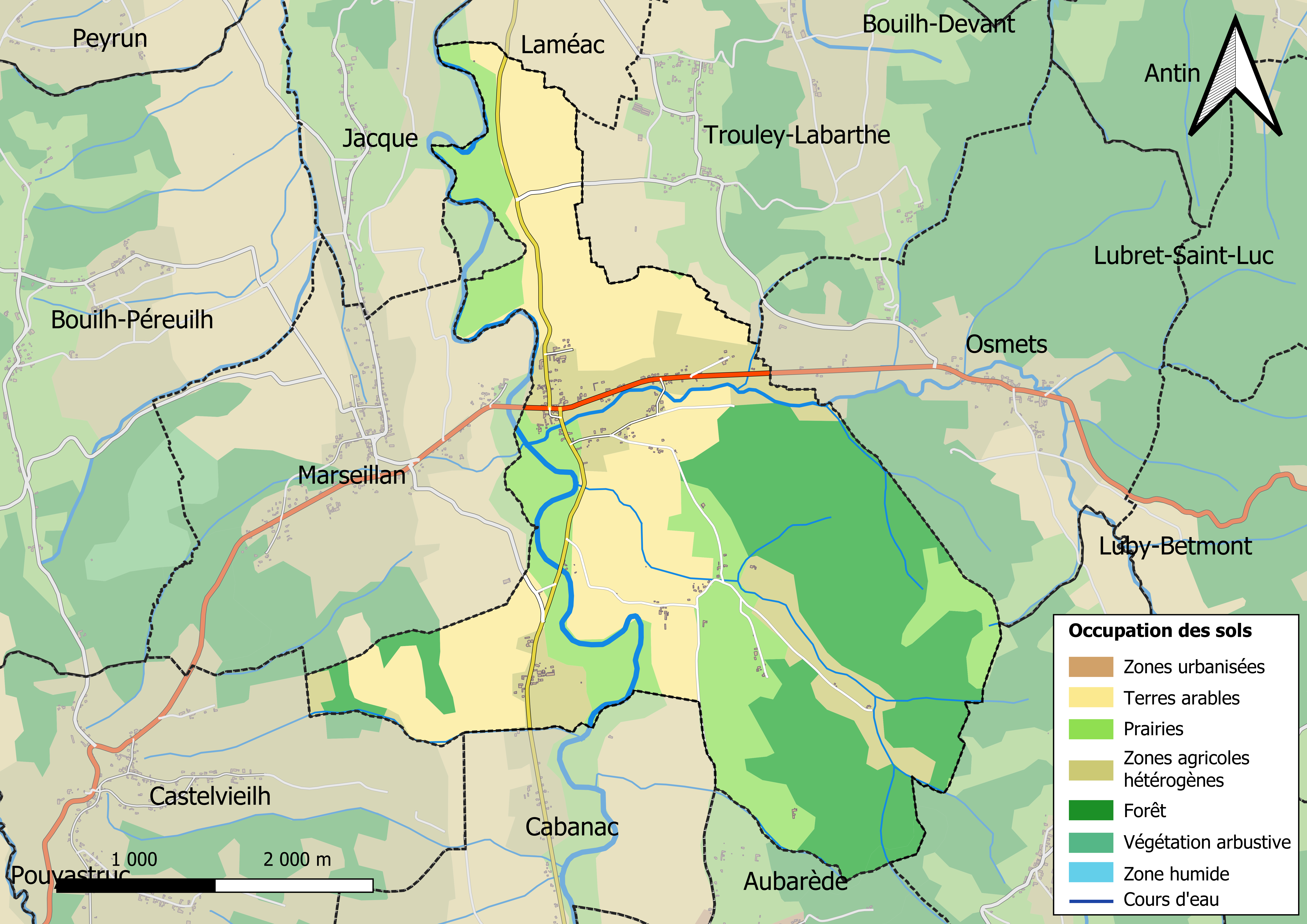
Carte des infrastructures et de l'occupation des sols en 2018 (CLC) de la commune.
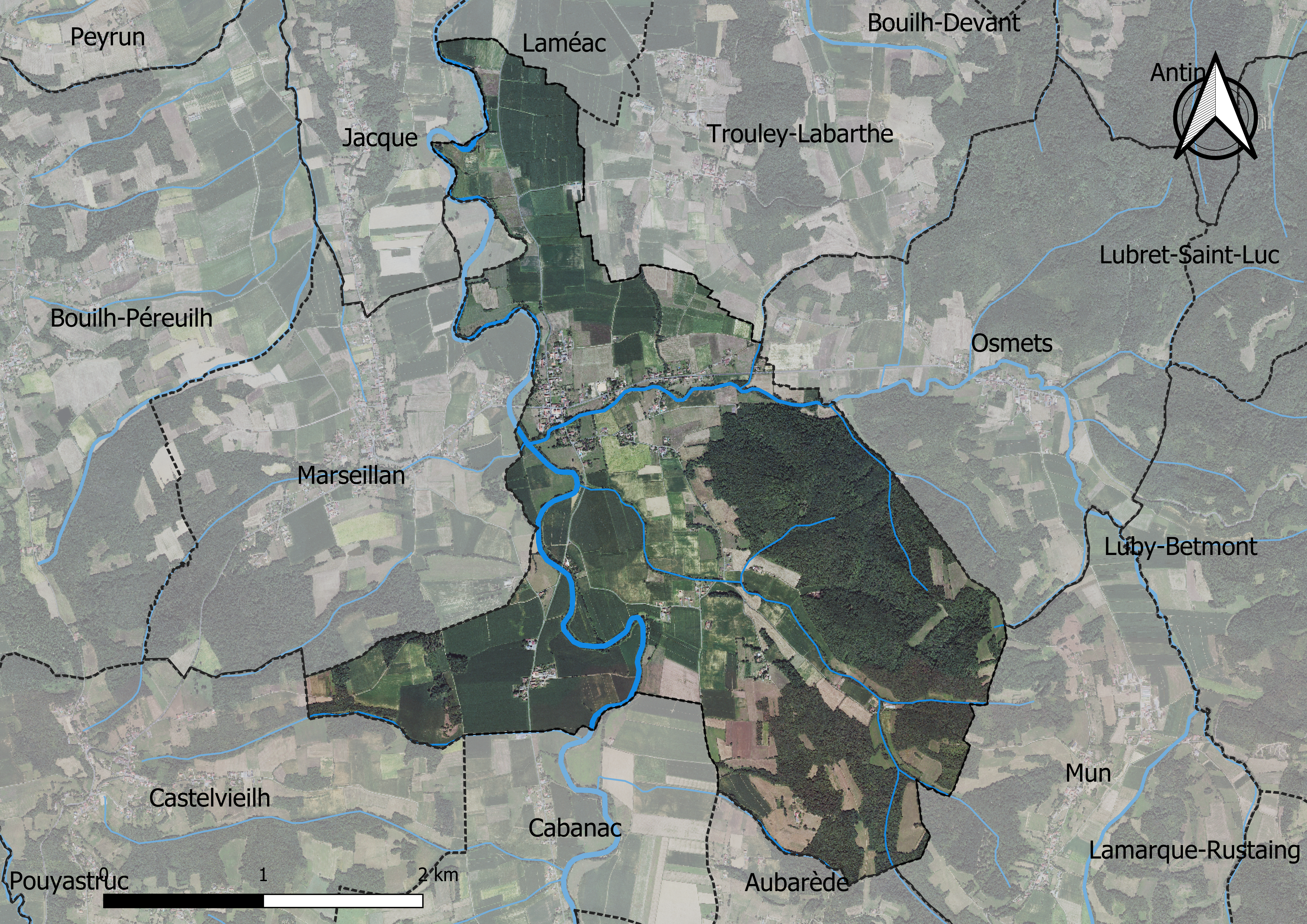
Carte orthophotogrammétrique de la commune.

### Morphologie urbaine
La commune est assez étendue (superficie : 860 ha environ), et l’habitat est dispersé. Si le cœur du village se concentre près du lit de l’Arros, au confluent avec l’Achella, certaines maisons sont encore situées à plus d’un kilomètre et demi de la (seule !) place du village, sur les collines avoisinantes.

### Logement
En 2012, le nombre total de logements dans la commune est de 104.
Parmi ces logements, 86,0 % sont des résidences principales, 7,6 % des résidences secondaires et 6,5 % des logements vacants.

### Risques naturels et technologiques
Zone sismique 3.

Inondations de l'Arros et de l'Achella (dernière crue centennale : 1978).

### Voies de communication et transports
Cette commune est desservie par la route départementale D 632 et par les routes départementales D 2 et D 14.

## Toponymie

### Attestations anciennes
Le nom de la localité est attesté sous les formes :
- De Schela, latin (1300, enquête Bigorre)[16] ;
- de Exella Inferiori, latin (1342, pouillé de Tarbes)[17] ;
- de Xela Inferiori, latin (Ibid.)[17];
- de Xela Inferiore, latin (1379, procuration Tarbes)[17] ;
- Xela, (1429, censier de Bigorre)[17] ;

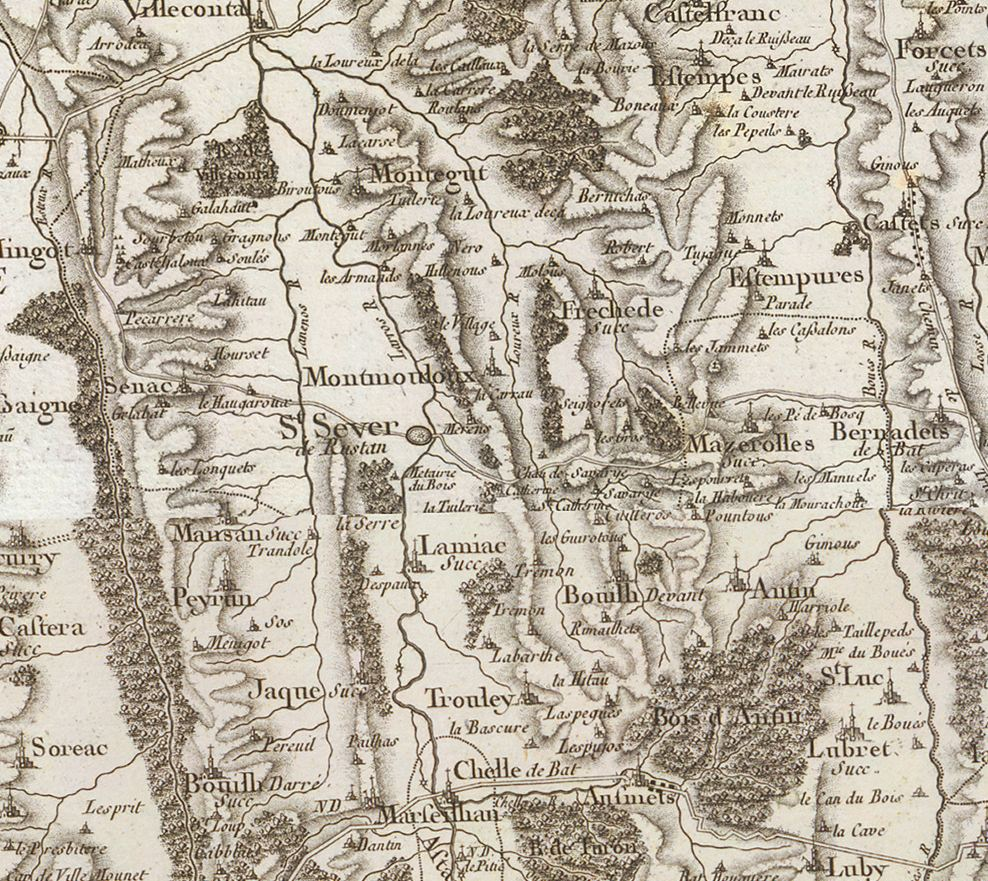
Extrait de la carte de Cassini (entre 1756 et 1789) situant Chelle-Debat au sud de Saint-Sever-de-Rustan

- Chelle de Bat, (fin XVIIIe siècle, carte de Cassini).

### Étymologie
Il pourrait provenir du latin stella qui signifie étoile, du fait que le village est situé au centre d’une étoile à cinq branches formé par les cinq grands bourgs voisins que sont Tarbes au sud-ouest, Tournay au sud, Trie-sur-Baïse à l’est, Villecomtal-sur-Arros au nord et Rabastens-de-Bigorre au nord-ouest[Information douteuse]. Ces cinq localités sont en effet à une quinzaine de kilomètres environ du village.
Mais l’étymologie la plus probable du mot Chelle reste une déformation du mot latin cella (petit sanctuaire romain ou mérovingien), en rapport avec l’autel que les villageois auraient édifié après le passage de saint Martin dans le village, ou à proximité de la fontaine miraculeuse située au cœur du bois communal. Cet autel et cette fontaine sont d’ailleurs représentés sur les armoiries du village, et saint Martin est demeuré le patron de la paroisse.
En revanche, quelques autochtones pensent - à tort -[réf. nécessaire] que le mot de Chelle provient de l’Achella, un petit ruisseau qui traverse le village. En réalité, c’est le village qui a donné son nom au ruisseau.
Quant au deuxième mot, Debat, il provient de l’occitan et signifie « en bas » ainsi que « au nord » (S. Palay : dictionnaire du Béarnais et du Gascon).
Remarque : prononcer « chèle débatt ».
On trouvera les principales informations dans le Dictionnaire toponymique des communes des Hautes Pyrénées de Michel Grosclaude et Jean-François Le Nail
Nom occitan : Shèla Devath.

## Histoire
Le village ne se trouvait pas au même endroit lors de sa fondation. On pense que le centre était alors situé au lieu-dit Las Crabès, où l’on peut encore voir dans un champ, au creux d’un méandre de l’Arros, le tumulus sur lequel était érigée une ancienne chapelle.
Le village, que l’on considère traditionnellement fondé par saint Martin de Tours, est probablement né au cours du haut Moyen Âge, résultant de la sédentarisation de quelques paysans locaux qui devaient utiliser l’eau de l’Arros pour l’agriculture. Un moulin devait déjà se situer à l’endroit du moulin actuel, sur la rivière, au lieu-dit Las Crabès, tandis qu’un oppidum retranché sur une colline voisine dominait la vallée. On peut encore à l’heure actuelle se rendre sur cette motte féodale où, bien que rien ne subsiste, l’on peut noter des traces de terrassement.

### Moyen Âge
Au cours du Moyen Âge, le village dépendait des moines de l’abbaye voisine de Saint-Sever-de-Rustan, qui offrait travail et protection aux habitants du village.
Politiquement, la situation du village était un peu particulière. Localisé sur la frontière entre le comté de Bigorre (bientôt sous suzeraineté béarnaise) et le pays d'Astarac (apporté avec la Gascogne au royaume d’Angleterre par Aliénor d'Aquitaine), le village fut sûrement le théâtre de plusieurs affrontements. Ainsi, le centre du village, situé à proximité d’un gué sur l’Arros, fut conquis et/ou conservé au cours de la guerre de Cent Ans par les Anglais, intéressés par les droits de péage. La partie du village comprenant les quartiers de Pouey et Las Crabès, en revanche, était restée française. De la présence des Anglais dans le village ne demeure à présent que le sobriquet des habitants du village : Les Anglais de Chelle.
De grands personnalités historiques marquèrent l’histoire de la région. Gaston Fébus, le comte, opposa non loin une résistance farouche aux Anglais ; le Prince Noir et ses troupes massacrèrent les bastides de Trie-sur-Baïse, de Rabastens-de-Bigorre et brûlèrent l’abbaye de Saint-Sever-de-Rustan ; la riche comtesse Pétronille de Comminges, urbanisa et fit prospérer la région en faisant notamment construire des canaux d'irrigation.
Le reste de l’histoire du village reste malheureusement méconnu, mais il doit se calquer plus ou moins sur l’histoire de la Bigorre. On sait toutefois qu’au XVIIIe siècle, le village compta jusqu’à sept cents âmes, soit trois fois plus qu’aujourd’hui.

### Temps modernes
On raconte qu’au XVIe siècle, lorsque le roi Henri IV venait chasser à proximité du village, il s’attardait au moulin auprès de la fille du meunier. On dit aussi que dans le bois du village, une fontaine miraculeuse (dont plus personne ne connaît l’emplacement aujourd’hui) permettait aux jeunes filles stériles de tomber enceintes. Certains ajoutent que quelques galants passant par-là n’y étaient pas étrangers…
Une vingtaine d'années auparavant, en août 1569, le village souffrit des guerres de Religion : l'église paroissiale catholique du village fut incendiée par les troupes du comte Gabriel de Montgomery, sur l'ordre de la reine de Navarre protestante Jeanne d'Albret, mère du bon Roi Henri.

### Époque contemporaine
Au cours du XIXe siècle, le village a « englobé » le hameau voisin de Pouey.
Enfin, on peut entendre par-ci par-là qu'à l'époque de l'occupation anglaise, une maison aurait été engloutie et aurait ressurgi d'un champ marécageux…

### Cadastre napoléonien de Chelle-Debat
Le plan cadastral napoléonien de Chelle-Debat est consultable sur le site des archives départementales des Hautes-Pyrénées.

## Politique et administration

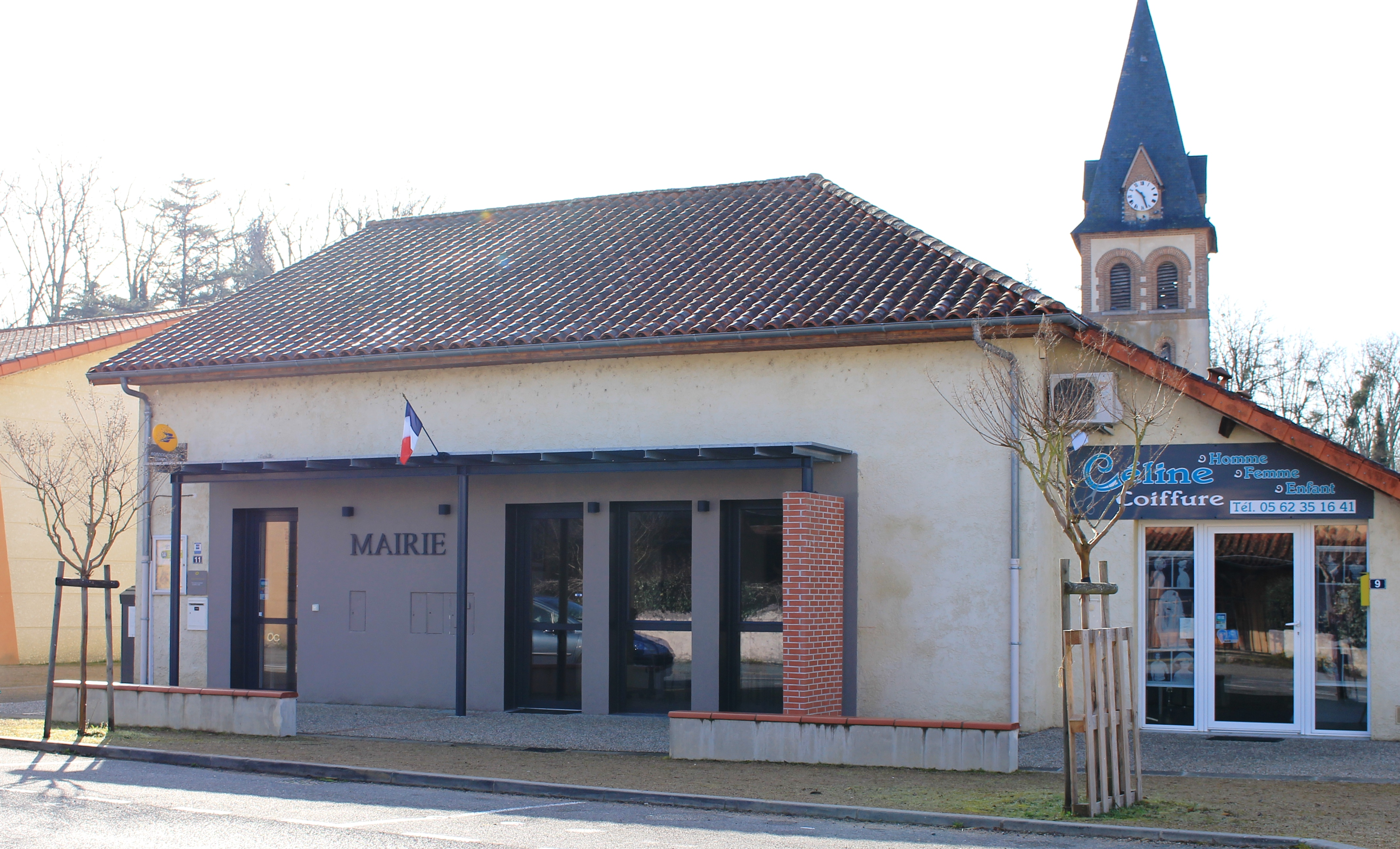
La mairie en 2019.

### Liste des maires
| Période                                  | Période   | Identité           | Étiquette | Qualité                                 |
| ---------------------------------------- | --------- | ------------------ | --------- | --------------------------------------- |
| Les données manquantes sont à compléter. |           |                    |           |                                         |
|                                          |           |                    |           |                                         |
| avant 1981                               | 1989      | Camille Dupuy      |           |                                         |
| mars 1989                                | mars 2001 | Henri Save         |           |                                         |
| mars 2001                                | mars 2014 | Francis Courtiade  |           |                                         |
| mars 2014                                | mars 2020 | Christine Salières |           | Première femme élue maire de la commune |
| mars 2020                                | en cours  | Nathalie Bonnet    |           |                                         |

### Rattachements administratifs et électoraux

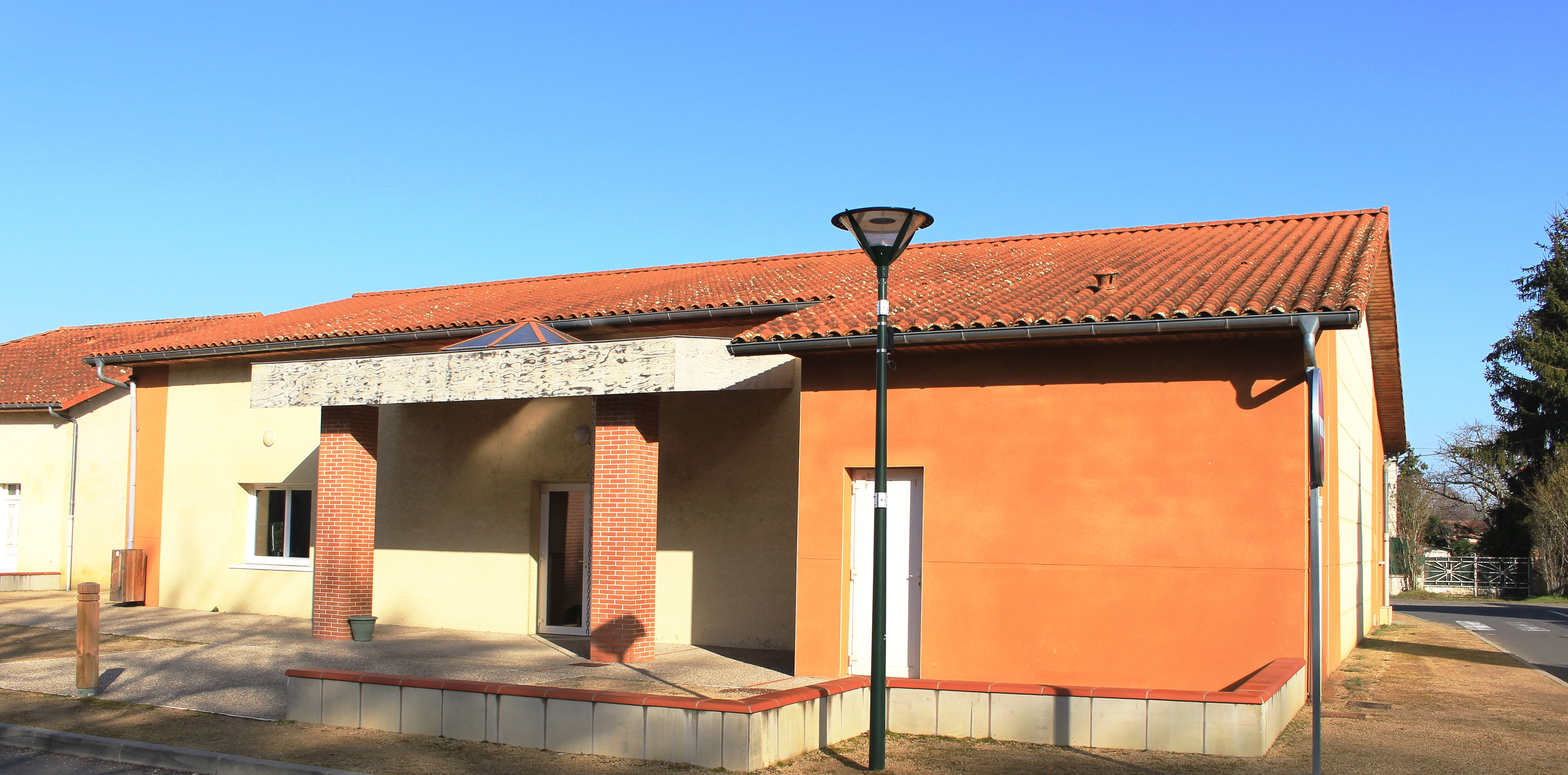
Le foyer rural en 2019.

#### Historique administratif
Sénéchaussée de Toulouse, élection d'Astarac, abbaye de Saint-Sever, Pouey était du Pays et de la sénéchaussée de Bigorre et du quarteron de  Rabastens, Chelle-Debat est du canton de Saint-Sever puis  d'Aubarède (1790), chef-lieu transféré à Pouyastruc (1803), Pouey n'est pas cité dans les listes de 1790, apparaît en 1792 dans le canton d'Aubarède et dans celui de Trie à partir de 1801 et est rattaché à Chelle-Debat et au canton de Pouyastruc en 1828.

#### Intercommunalité
Chelle-Debat appartient à la communauté de communes des Coteaux du Val d'Arros créée en janvier 2017 et qui réunit 54 communes.

### Services publics
La commune de Chelle-Debat dispose d'une agence postale.

## Population et société

### Démographie

#### Évolution démographique

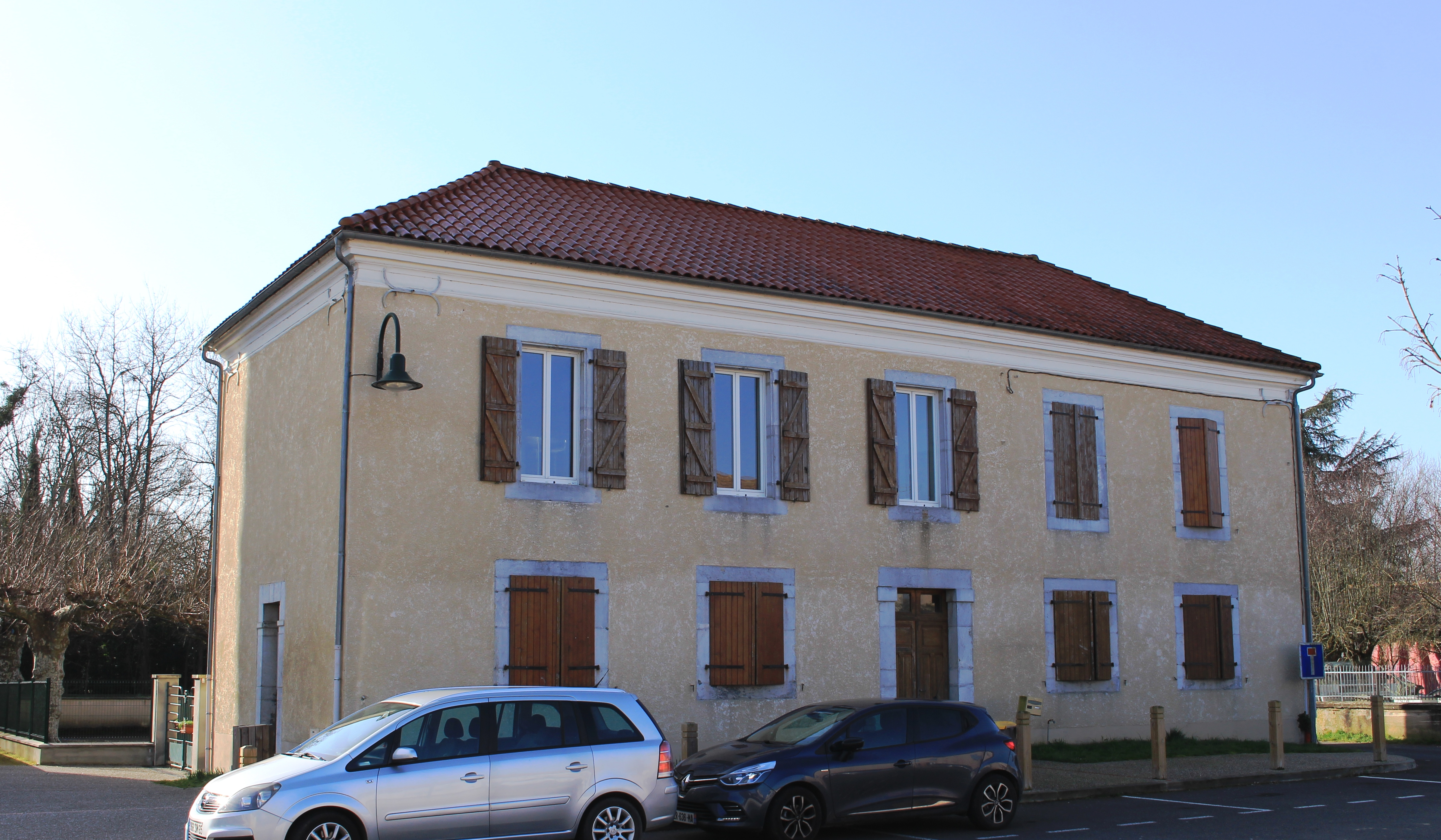
L’école primaire en 2019.

L'évolution du nombre d'habitants est connue à travers les recensements de la population effectués dans la commune depuis 1793. Pour les communes de moins de 10 000 habitants, une enquête de recensement portant sur toute la population est réalisée tous les cinq ans, les populations de référence des années intermédiaires étant quant à elles estimées par interpolation ou extrapolation. Pour la commune, le premier recensement exhaustif entrant dans le cadre du nouveau dispositif a été réalisé en 2008.

En 2022, la commune comptait 215 habitants, en évolution de +1,42 % par rapport à 2016 (Hautes-Pyrénées : +1,59 %, France hors Mayotte : +2,11 %).
| 1793 | 1800 | 1806 | 1821 | 1831 | 1836 | 1841 | 1846 | 1851 |
| ---- | ---- | ---- | ---- | ---- | ---- | ---- | ---- | ---- |
| 204  | 282  | 297  | 348  | 459  | 477  | 441  | 439  | 395  |

| 1856 | 1861 | 1866 | 1876 | 1881 | 1886 | 1891 | 1896 | 1901 |
| ---- | ---- | ---- | ---- | ---- | ---- | ---- | ---- | ---- |
| 376  | 347  | 351  | 306  | 309  | 306  | 270  | 246  | 265  |

| 1906 | 1911 | 1921 | 1926 | 1931 | 1936 | 1946 | 1954 | 1962 |
| ---- | ---- | ---- | ---- | ---- | ---- | ---- | ---- | ---- |
| 253  | 228  | 215  | 226  | 207  | 194  | 187  | 170  | 173  |

| 1968 | 1975 | 1982 | 1990 | 1999 | 2006 | 2008 | 2013 | 2018 |
| ---- | ---- | ---- | ---- | ---- | ---- | ---- | ---- | ---- |
| 157  | 162  | 174  | 189  | 206  | 204  | 203  | 214  | 208  |

| 2022 | - | - | - | - | - | - | - | - |
| ---- | - | - | - | - | - | - | - | - |
| 215  | - | - | - | - | - | - | - | - |

### Enseignement
La commune dépend de l'académie de Toulouse. Elle dispose d’une école en 2017.
- École primaire.

## Économie

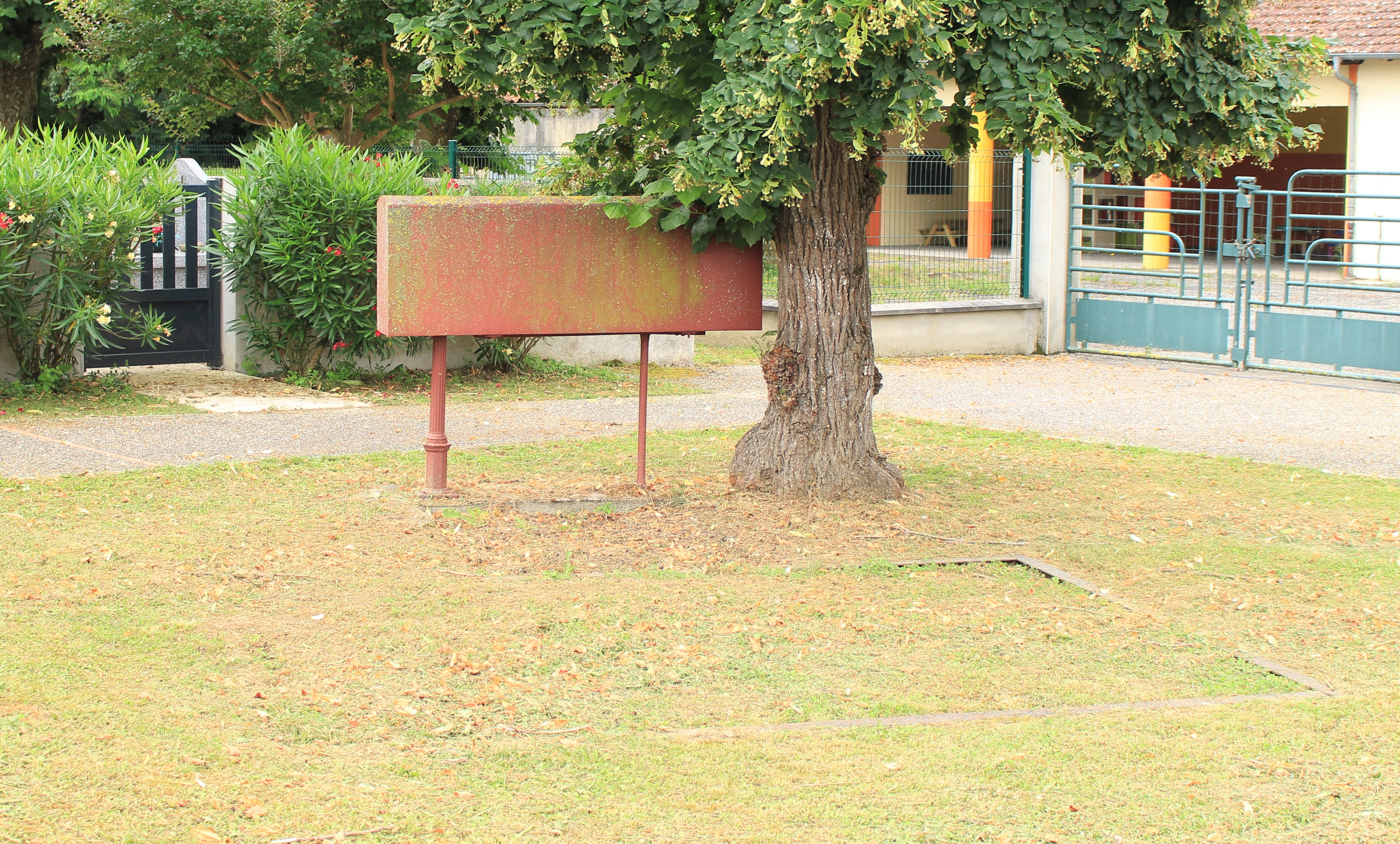
L'ancienne bascule en 2023.

### Revenus
En 2018, la commune compte 85 ménages fiscaux, regroupant 211 personnes. La médiane du revenu disponible par unité de consommation est de 19 330 € (20 420 € dans le département).

### Emploi
|                | 2008  | 2013  | 2018  |
| -------------- | ----- | ----- | ----- |
| Commune        | 4,6 % | 9,5 % | 8,5 % |
| Département    | 7,7 % | 9,4 % | 9,8 % |
| France entière | 8,3 % | 10 %  | 10 %  |

En 2018, la population âgée de 15 à 64 ans s'élève à 130 personnes, parmi lesquelles on compte 72,3 % d'actifs (63,8 % ayant un emploi et 8,5 % de chômeurs) et 27,7 % d'inactifs,. Depuis 2008, le taux de chômage communal (au sens du recensement) des 15-64 ans est inférieur à celui de la France et du département.
La commune fait partie de la couronne de l'aire d'attraction de Tarbes, du fait qu'au moins 15 % des actifs travaillent dans le pôle,. Elle compte 27 emplois en 2018, contre 20 en 2013 et 20 en 2008. Le nombre d'actifs ayant un emploi résidant dans la commune est de 87, soit un indicateur de concentration d'emploi de 31 % et un taux d'activité parmi les 15 ans ou plus de 56,3 %.
Sur ces 87 actifs de 15 ans ou plus ayant un emploi, 14 travaillent dans la commune, soit 16 % des habitants. Pour se rendre au travail, 95,4 % des habitants utilisent un véhicule personnel ou de fonction à quatre roues, 1,1 % s'y rendent en deux-roues, à vélo ou à pied et 3,4 % n'ont pas besoin de transport (travail au domicile).

### Activités
L’agriculture occupe une place importante dans l’économie du village. La culture du maïs et l’élevage de bovins (pour la laiterie de Villecomtal-sur-Arros ou pour la boucherie) règlent la vie d’un bon tiers des habitants du village.
L’exode rural a décimé la population chelloise au cours des XIXe et XXe siècles. On observe à présent plutôt l’inverse, c’est-à-dire un phénomène de rurbanisation : les gens viennent vivre à la campagne tout en n’étant qu’à une vingtaine de minutes de l’agglomération tarbaise et de leur lieu de travail.
La région s’ouvre lentement au tourisme vert, qui a pris son envol grâce au film Le Bonheur est dans le Pré. Quelques étrangers viennent passer leurs vacances ou acquérir des maisons anciennes qu’ils restaurent.
Enfin l’école, l’auberge, le bureau de poste, le cabinet médical et le salon de coiffure montrent encore que les petits villages hors des sentiers battus entretiennent jalousement leur identité.

### Manifestations culturelles et festivités
- Saint patron : saint Martin - fête du village : le 11 novembre.
- Au début du mois de novembre, se tient le festival Théâtre en Automne mêlant, pendant une semaine, des pièces jouées en français et en occitan par des troupes de professionnels ou d'amateurs. Le festival ouvre traditionnellement par le spectacle des enfants de l'Association de Théâtre du village.
- L'Association Club de Chelle-Debat.FR propose des activités diverses : gymnastique volontaire, yoga, conversation anglais/français, randonnées en montagne, soutien scolaire...

## Culture locale et patrimoine

### Lieux et monuments

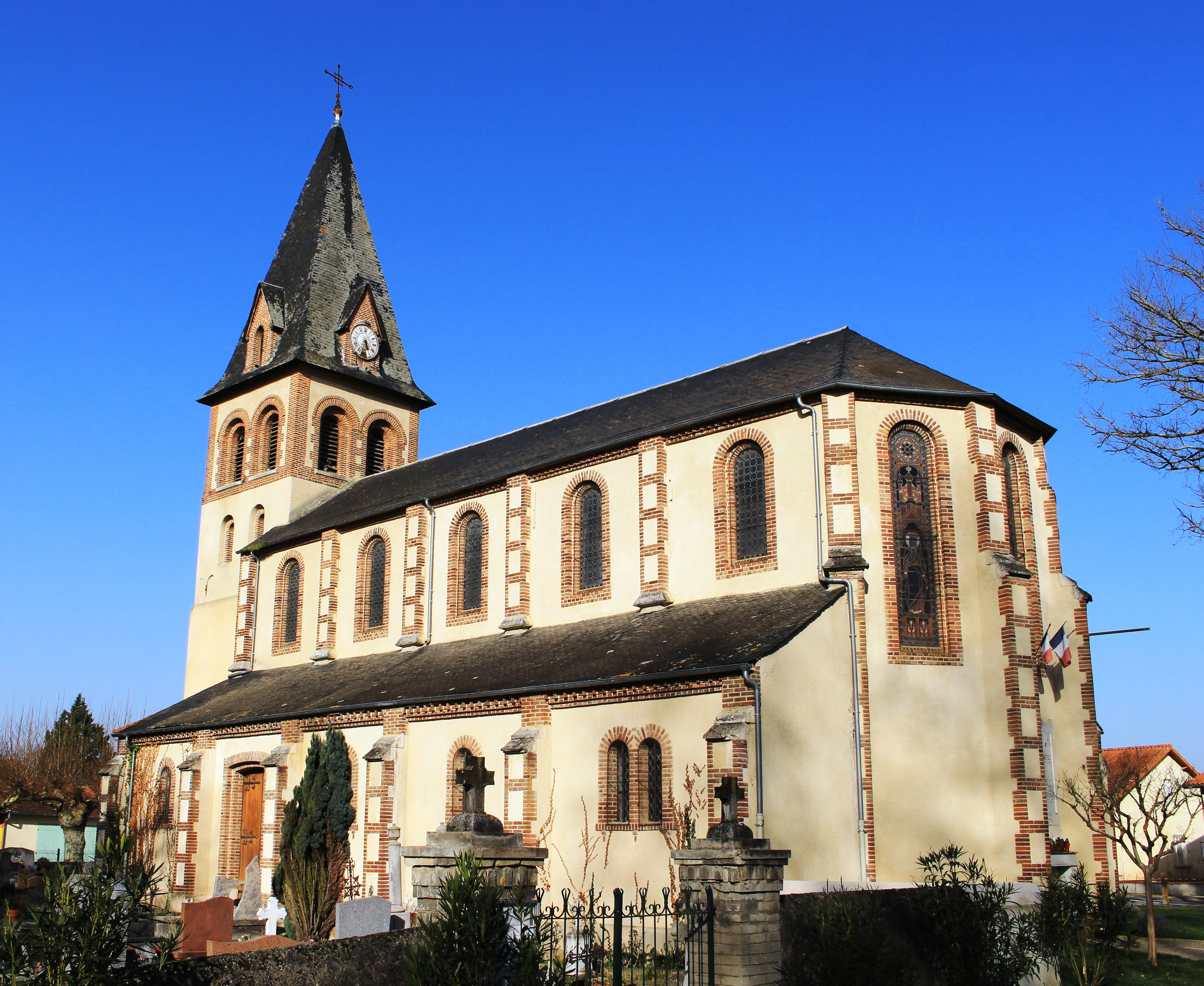
L'église Saint-Martin.

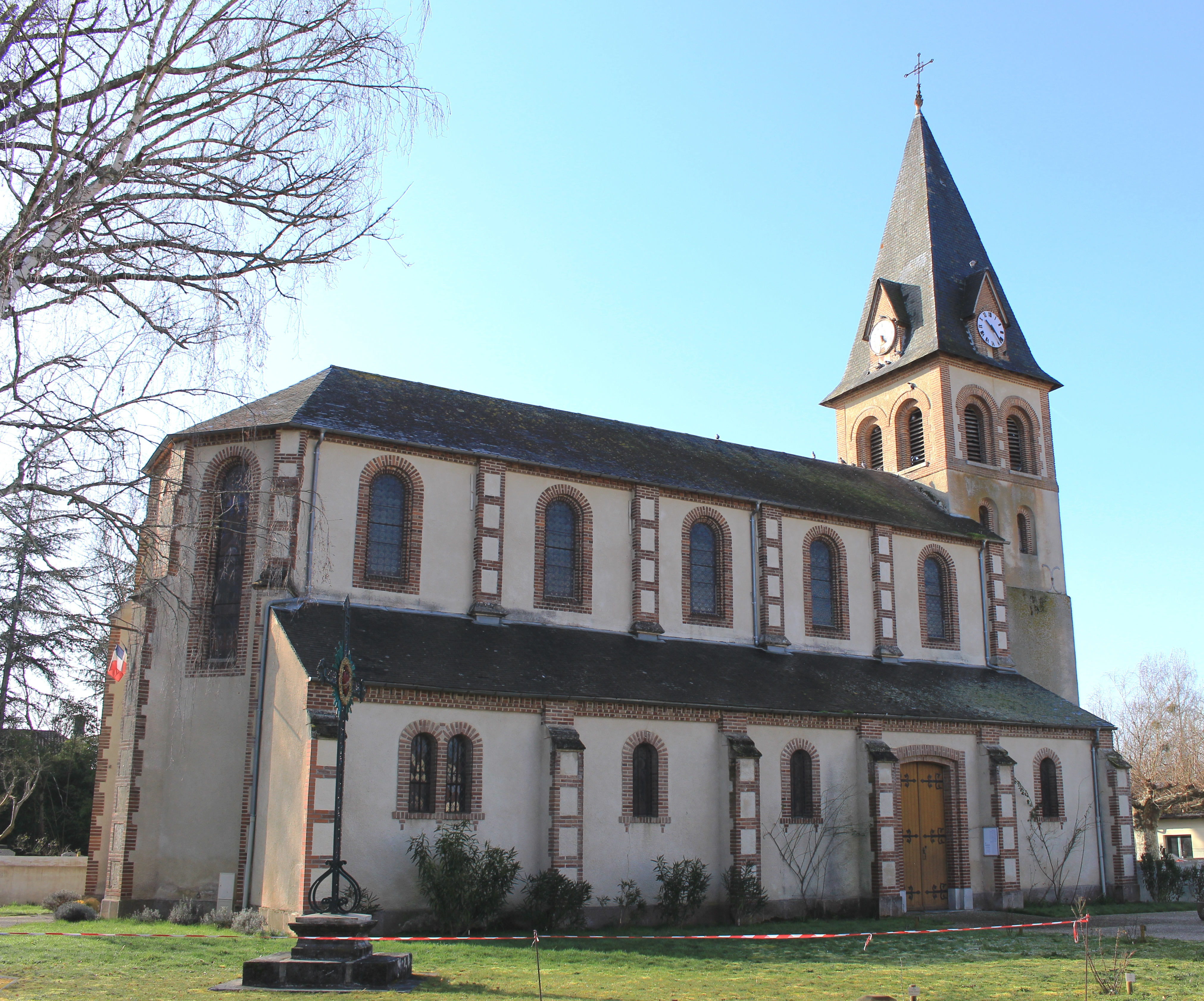
L'église Saint-Martin.

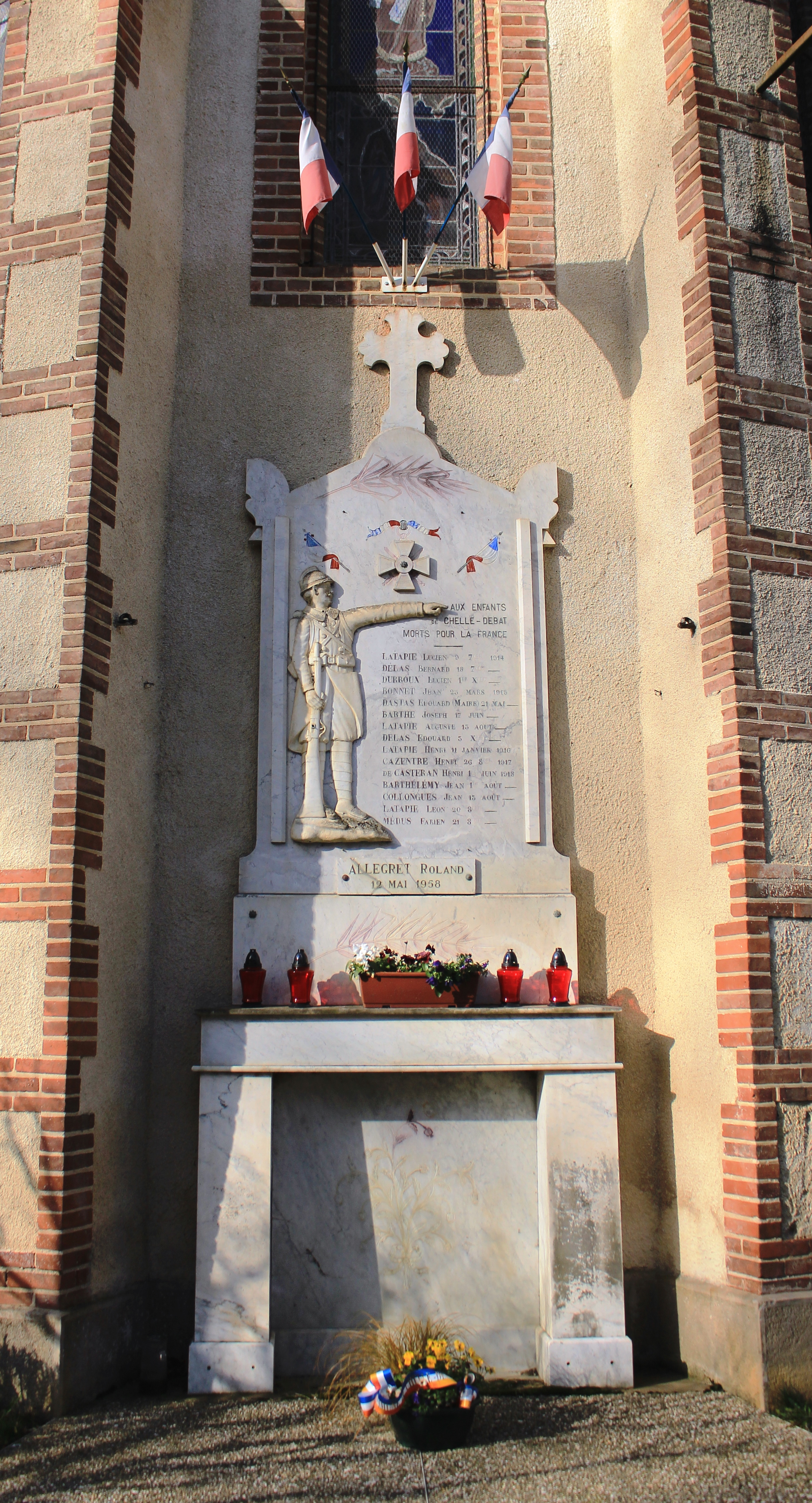
Le monument aux morts municipal.

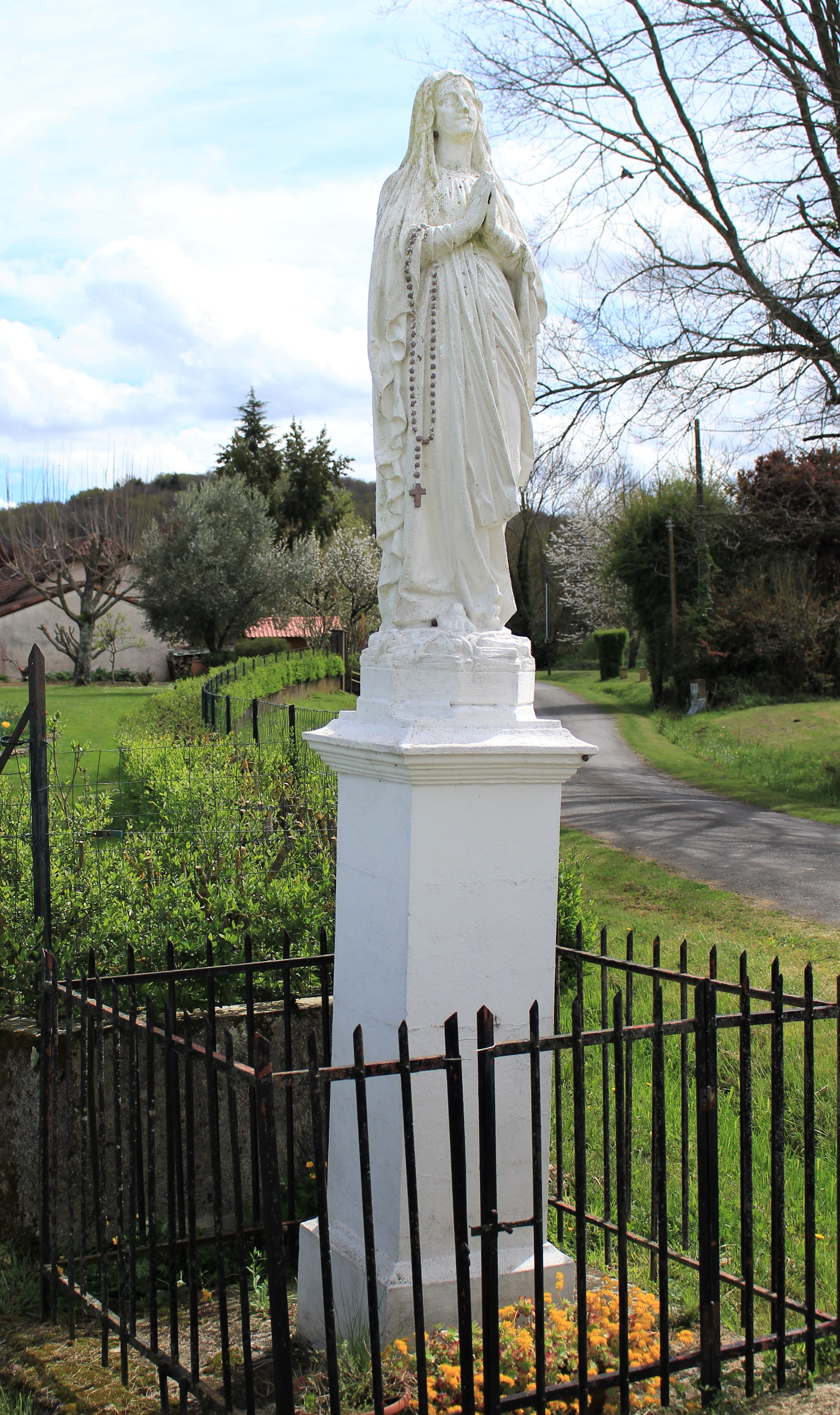
Notre-Dame de Lourdes.

- L'église Saint-Martin de Chelle-Debat du XIXe siècle.

### Héraldique
| Blason | Blasonnement : D'argent au mont de sinople sommé d'une pierre de sable chargée d'une croisette du champ, au chef cousu d'or chargé de trois pals de gueules. |